# Kychenthal (Schwerin)

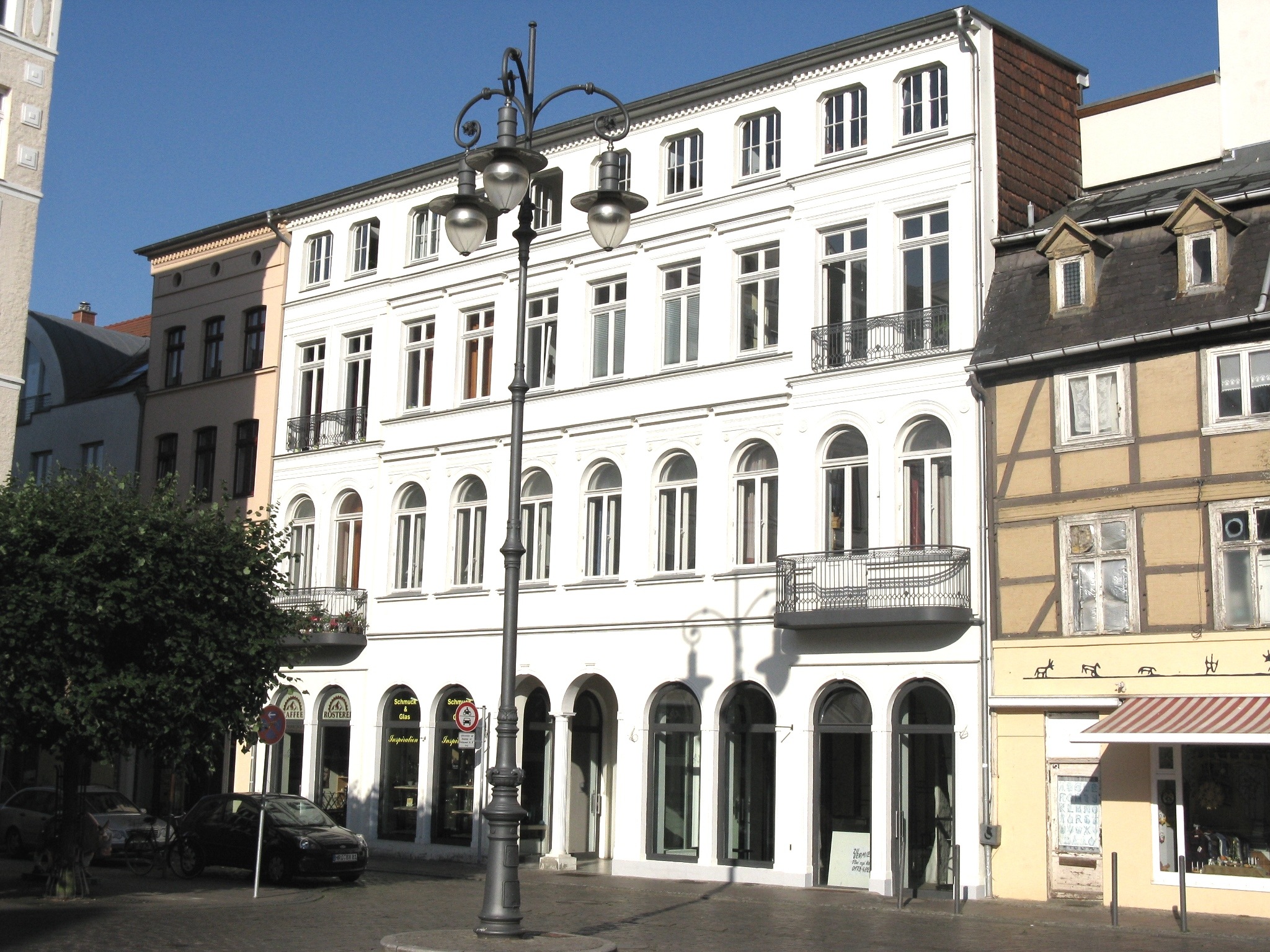
Ansicht des arisierten Kaufhauses Louis Kychenthal (2008)

Kychenthal ist der Name des vormaligen Kaufhauses in Schwerin, Am Markt 4/5, der gleichnamigen jüdischen Familie, das durch den Gauwirtschaftsberater der NSDAP in Mecklenburg Hennecke von Plessen im Zuge der Arisierung zwangsenteignet und zerschlagen wurde.

## Familie
- Ludwig Kychenthal (* 28. Mai 1821 Goldberg, † 31. Dezember 1891 ebenda), Schneidermeister; erste Ehe mit Doris, geb. Jacobsohn (* 1821 Neubukow, † 2. Juni 1855 Goldberg), zweite Ehe mit deren Schwester Caroline, geb. Jacobsohn (* 23. Juli 1829 Neubukow, † 18. Januar 1911 Goldberg)
  - Max Kychenthal (* 28. Mai 1855 Goldberg, † 24. März 1918 ebenda), verheiratet 1883 in Güstrow mit Bertha, geb. Bragenheim (* 28. April 1853 Güstrow, † 26. Januar 1916 Goldberg)
  - Bertha Kychenthal (* 4. Juni 1856 Goldberg, † 7. Januar 1942 Gardelegen), unverheiratet
  - Julius Kychenthal (* 5. Oktober 1858 Goldberg, † 5. März 1931 Rostock), Kaufmann in Warnemünde, verheiratet 1889 mit Meta, geb. Elkan (* 26. Oktober 1860 Plau, † 5. Oktober 1932 Rostock), 3 Kinder:
    - Otto (* 6. November 1889 Warnemünde, † 16. August 1939 Schwerin)
    - Walter (* 12. Juni 1891 Warnemünde, † 4. Juli 1967 Berlin), nach England ausgewandert
    - Ludwig (* 7. Mai 1897 Warnemünde, gefallen 6. November 1918)

  - Dora Kychenthal (* 26. Mai 1861 Goldberg, † 3. April 1938 Röbel), verheiratet mit Isidor Engel
  - Hermann Kychenthal (* 30. Juni 1863 Goldberg, † 23. August 1937 Sternberg), 2× verheiratet
  - Louis Kychenthal (* 30. Juni 1863 Goldberg, † 7. Juni 1943 Theresienstadt), verheiratet 1894 mit Anna, geb. Marcus (1869–1931), 4 Kinder:
    - Julie Kychenthal (* 20. Juni 1895 Schwerin, † 17. Mai 1944 Auschwitz), verheiratet 1922 mit Leo Lippstädt
    - Ludwig Kychenthal (* 12. Januar 1898 Schwerin, † 29. Mai 1986 Santiago de Chile), verheiratet 1933 mit Annemarie, geb. Hecht
    - Gertrud Kychenthal (* 30. November 1899 Schwerin, † 29. Mai 1944 Auschwitz), verheiratet 1927 mit Richard Löwy
    - Willy Kychenthal (* 20. Juli 1907 Schwerin, † 13. April 1947 Santiago de Chile)[2]